# Barytarbes colon
Barytarbes colon là một loài tò vò trong họ Ichneumonidae.